# Santiago Yusta
Santiago „Santi“ Yusta García (* 28. April 1997 in Madrid) ist ein spanischer Basketballspieler. Er steht bei Basket Saragossa 2002 unter Vertrag.

## Laufbahn
Santi Yusta begann seine Juniorenlaufbahn bei Baloncesto Torrejón im Madrider Vorort Torrejón de Ardoz. Im Sommer 2010 wechselte der damals 13-jährige in die Jugend von Real Madrid. Dort feierte er zahlreiche Erfolge auf Nachwuchsebene. In der Saison 2013/14 gewann er mit seinem Klub die spanische A-Jugend-Meisterschaft und erreichte das Endspiel des Euroleague Basketball Next Generation Tournament, welches jährlich parallel zur Euroleague ausgetragen wird und das bedeutendste kontinentale Turnier für Junioren ist. Am 20. Mai 2014 feierte der damals 17-jährige Santi Yusta in einem Meisterschaftsspiel gegen San Sebastián Gipuzkoa BC sein Debüt in der Liga ACB. In der Saison 2014/15 verteidigte er mit der A-Jugend von Real Madrid nicht nur die Meisterschaft erfolgreich, sondern sicherte sich diesmal auf internationaler Ebene den Titel beim Euroleague Basketball Next Generation Tournament. In der Liga ACB brachte es Yusta auf vier Einsätze und gewann mit Real die spanische Meisterschaft.
Im Sommer 2015 wurde Yusta von Obradoiro CAB verpflichtet. Bei den Galiciern entwickelte er sich zu einem wichtigen Spieler und wurde am Ende der Saison 2015/16 ins U22-All-Tournament Team der Liga ACB gewählt. Nach der Spielzeit 2015/16 machte Real Madrid von einer Rückkaufoption Gebrauch und verpflichtete Santi Yusta. 2018 gewann er mit der Mannschaft die Euroleague sowie 2018 und 2019 die spanische Meisterschaft.
2019 wurde Yusta von CB 1939 Canarias unter Vertrag genommen. 2021 wechselte er zu Basket Saragossa 2002. In der Saison 2022/23 erreichte er in der Liga ACB erstmals einen zweistelligen Punktedurchschnitt.

### Nationalmannschaft
Santi Yusta gewann mit Spaniens U-16-Nationalmannschaft die Europameisterschaft 2013, die Iberer setzten sich im Endspiel mit 65:63 gegen Serbien durch. Er selbst war mit durchschnittlich 13,3 Punkten pro Spiel der beste Korbschütze seiner Mannschaft. Im Jahr 2014 erreichte er mit seiner Landesauswahl den vierten Platz bei der U17-Weltmeisterschaft, erneut führte er die Statistik seiner Mannschaft mit 14,1 Punkten pro Spiel an. 2015 bestritt er mit Spanien die U18-EM, erreichte jedoch nur den siebten Rang sieben. Im Jahr 2016 stand er im Aufgebot der spanischen U20-Nationalmannschaft und gewann durch ein 68:55 im Endspiel gegen Litauen die Goldmedaille. Sein Debüt in der A-Nationalmannschaft feierte er am 1. Juli 2018 im Zuge der WM-Qualifikation 2019 in einem Spiel gegen Belarus.
Im November 2024 war Yusta in der EM-Qualifikation eine der Hauptfiguren eines denkwürdigen Spiels gegen die Slowakei, als er in der Endphase der ersten Verlängerung der spanischen Mannschaft mit einem spektakulären Dreipunktewurf den Ausgleich sicherte. Nach Einschätzung von Marca ging dieser Wurf in die Geschichte des spanischen Basketballsports ein.

## Erfolge und Ehrungen
Real Madrid
- Euroleague: 2017/18
- Spanischer Meister: 2014/15, 2017/18, 2018/19
- Euroleague Basketball Next Generation Tournament: 2014/15

Nationalmannschaft
- U20-Europameisterschaft 2016: Gold
- U16-Europameisterschaft 2013: Gold

Persönliche Ehrungen
- U22-All-Tournament Team der Liga ACB: 2015/06
- Euroleague Basketball Next Generation Tournament All-Tournament Team: 2014/15